# Hymenoplia meknesensis
Hymenoplia meknesensis är en skalbaggsart som beskrevs av Escalera 1934. Hymenoplia meknesensis ingår i släktet Hymenoplia och familjen Melolonthidae. Inga underarter finns listade i Catalogue of Life.